# أوزفالدو نارديلو
أوزفالدو نارديلو هو لاعب كرة قدم أرجنتيني في مركز الوسط، ولد في 31 أغسطس 1936 في روساريو في الأرجنتين. لعب مع نيولز أولد بويز.

## وصلات خارجية
- أوزفالدو نارديلو على موقع ناشيونال فوتبول تيمز (الإنجليزية)